# Majdal Anjar
Majdal Anjar (Líbano) es una ciudad de la provincia de Zahlé, en el Valle de la Becá, que da nombre a la Gobernación de Becá, a la que pertenece, y cuya capital, que también es capital de la provincia, es la ciudad de Zahlé.
Majdal Anjar tuvo una gran importancia en tiempos antiguos por ser la entrada a Damasco y a sus alrededores.
Hay en la ciudad una vieja mezquita llamada Omar ben Al Jattab, que fue construida por Walid ben Abdul Malik ben Marwan. Pero esta ciudad es famosa sobre todo, además de por su industria azucarera y por su ganado, por una catedral antigua, llamada hoy "El Castillo", situada en la meseta Al Hosen.

## Geografía
Majdal Anjar está situada al pie de la Cordillera del Antilíbano. Es una de las ciudades del este de la Becá, en el camino internacional que comunica Beirut con Damasco; está situada en la frontera entre el Líbano y Siria, a unos 55 km de Beirut y a unos 57 km de Damasco, y a una altitud de 970 m s. n. m. Tiene una superficie de 25.642.775 metros cuadrados, y una población de cerca de 25.000 personas.

## Agricultura
Los cultivos más importantes son los cereales, entre ellos el trigo y la cebada. También se cultivan maíz, lentejas, garbanzos, habichuelas, alubias, patata, remolacha azucarera, almendras y otros frutos secos, aceitunas, sandía, uva, higos, melocotón, albaricoque, manzana, granada, cerezas, frambuesas, menta, calabaza, calabacín, coliflor, brócoli, lechuga, tomate, cebolla, ajo, perejil, rábano picante, etc.

## Ganadería
Majdal Anjar es conocida por su cabaña ganadera, que cuenta con caballos, burros, mulas, vacas, ovejas, cabras, gallinas, gansos, patos y abejas.

## Industria
Cuenta con industrias de construcción y de alimentación; estas últimas producen azúcar, harina y pan. La importante fábrica de azúcar, que orientó la producción agraria hacia la remolacha azucarera y la industria hacia la fabricación del azúcar, se fundó en 1958.

## Comercio
La ciudad de Majdal Anjar es una de las más importantes en el Líbano como nodo de comunicación entre ese país y los estados árabes, y eso la convierte en un destacado centro de comercio de la Becá. Hay aduanas en la zona fronteriza de la fábrica, así como una gran cantidad de tiendas y de mercados a lo largo de la carretera internacional. Se ha desarrollado el comercio de prendas de vestir, de componentes electrónicos de importación y de antigüedades, entre otros muchos tipos de artículos.

## Turismo
El "castillo" de la ciudad (la antigua catedral) es una atracción para el turismo árabe y mundial, así como para las visitas escolares organizadas que llegan desde distintas regiones del Líbano.